# Boduognato
Boduognato (en latín, Boduognatus; fl. siglo I a. C.) fue un jefe galo de los nervios, pujante pueblo de la Galia. Fue derrotado en la batalla del río Sambre en el año 57 a. C. por el ejército de Julio César en el marco de la guerra de las Galias.

## Etimología
Su nombre significa «hijo de la corneja», correspondiéndose el término boduos / boduo- al significado de «corneja», mientras que el sufijo -gnatos / gnata se refiere a «niño (hijo/hija) de».[cita requerida]